# عبد الله بن داود الزبيري
عبد الله بن داود، عفيف الدّين، الزبيري مولدًا، الحنبلي مذهبًا. وُلد في بلدة الزبير بالقرب من البصرة بجنوب العراق، توفي سنة 1225 هجري.

## حياته
نشأ في بلدة الزبير فقرأ القرآن وتعلم العلوم. ثم ارتحل إلى الأحساء للأخذ عن العلامة محمد بن فيروز، فلازمه وأخذ عنه وعن ابنه عبد الوهاب وغيرهما. تمهَّر في الفقه والأصول والفرائض والعربية. فرجع إلى بلده ليدرّس فيه ويفتي.

## مؤلفاته
- الصواعق والرعود في الرد على ابن سعود.
- مناسك الحج.
- رسالة في الربا والصرف.